# Bahnstrecke Löhne–Rheine
| | |                                              |                                              |
| Streckennummer (DB): | 2992 |                                              |                                              |
| Kursbuchstrecke (DB): | 375 |                                              |                                              |
| Kursbuchstrecke: | 222 (1946) 220, 222b (Osnabrück-Eversburg – Osnabrück Hbf 1946) 219e (Bünde (Westf) – Kirchlengern 1946) |                                              |                                              |
| Streckenlänge: | 124 km                                                                                                   |                                              |                                              |
| Spurweite: | 1435 mm (Normalspur)                                                                                     |                                              |                                              |
| Streckenklasse: | D2 / D4                                                                                                  |                                              |                                              |
| Stromsystem: | 15 kV 16,7 Hz ~                                                                                          |                                              |                                              |
| Streckengeschwindigkeit: | 140 km/h                                                                                                 |                                              |                                              |
| Zweigleisigkeit: | durchgehend                                                                                              |                                              |                                              |
| | |                                              |                                              |
| \| \| \| Strecke von Emden \| \| \| \| \| Strecke von Almelo (NL) \| \| \| \| \| Salzbergen \| \| \| \| \| Strecke von Spelle \| \| \| \| \| ehem. Strecke von Ochtrup \| \| \| \| \| \| \| \| \| 179,9 \| Rheine ⊙ \| Rheine ⊙ \| \| \| \| ehem. Verbindungskurve \| \| \| \| \| Rheine Rbf \| \| \| \| \| ehem. Strecke nach Dorsten \| \| \| \| \| Strecke nach Münster \| \| \| \| 178,1 \| Üst Soldatenbrücke (Ems) \| Üst Soldatenbrücke (Ems) \| \| \| 177,9 \| Kümpers (Awanst) \| Kümpers (Awanst) \| \| \| 173,0 \| Rodde (PV bis Juni 1991) \| Rodde (PV bis Juni 1991) \| \| \| \| Dortmund-Ems-Kanal \| \| \| \| \| A 30 \| \| \| \| 168,2 \| Hörstel \| Hörstel \| \| \| \| Mittellandkanal \| \| \| \| \| Hafen Uffeln \| \| \| \| 163,7 \| Ibbenbüren-Esch ⊙ \| Ibbenbüren-Esch ⊙ \| \| \| \| Bergwerk Ibbenbüren \| \| \| \| 158,6 \| Ibbenbüren \| Ibbenbüren \| \| \| \| Strecke nach Gütersloh \| \| \| \| 154,1 \| Ibbenbüren-Laggenbeck \| Ibbenbüren-Laggenbeck \| \| \| \| ehem. Perm-Bahn von Hasbergen \| \| \| \| 148,1 \| Velpe (Westf) \| Velpe (Westf) \| \| \| \| ehem. Industriestammgleis Velpe \| \| \| \| 142,9 \| Lotte (Kr Tecklenburg) ⊙ \| Lotte (Kr Tecklenburg) ⊙ \| \| \| 142,8 \| Landesgrenze NRW / Nds \| Landesgrenze NRW / Nds \| \| \| \| Düte \| \| \| \| \| A 1, Dütebrücke \| \| \| \| \| Tecklenburger Nordbahn von Rheine \| \| \| \| \| Strecke von Oldenburg \| \| \| \| 137,4 \| Osnabrück-Eversburg (Keilbahnhof) \| Osnabrück-Eversburg (Keilbahnhof) \| \| \| \| Hase \| \| \| \| \| vom Hafen \| \| \| \| \| B 68 \| \| \| \| 133,7 \| Osnabrück Altstadt \| Osnabrück Altstadt \| \| \| \| Hannoverscher Bahnhof \| \| \| \| \| „Kluskurve“ nach Bremen \| \| \| \| 132,4 \| Osnabrück Hbf ⊙ (Turmbahnhof) \| Osnabrück Hbf ⊙ (Turmbahnhof) \| \| \| \| „Münsterkurve“ von Münster \| \| \| \| \| Osnabrück Rbf Fledder \| \| \| \| \| „Stahlwerkskurve“ bzw. „Schinkelkurve“ \| \| \| \| 129,3 \| Lüstringen (Abzw) \| Lüstringen (Abzw) \| \| \| \| A 33 \| \| \| \| 128,6 \| Lüstringen (PV bis 1980) \| Lüstringen (PV bis 1980) \| \| \| 122,4 \| Wissingen \| Wissingen \| \| \| 116,5 \| Westerhausen (Melle) \| Westerhausen (Melle) \| \| \| 113,4 \| Melle-Euer Heide (Awanst) \| Melle-Euer Heide (Awanst) \| \| \| 111,3 \| Melle ⊙ \| Melle ⊙ \| \| \| 104,0 \| Bruchmühlen ⊙ \| Bruchmühlen ⊙ \| \| \| 103,8 \| Landesgrenze Nds / NRW ⊙ \| Landesgrenze Nds / NRW ⊙ \| \| \| 103,0 \| Möller (Awanst) \| Möller (Awanst) \| \| \| 98,5 \| Stadt Bünde (Anst) ehem. Ahle (Kr Herford) ⊙ \| Stadt Bünde (Anst) ehem. Ahle (Kr Herford) ⊙ \| \| \| \| Strecke von Bassum ⊙ \| \| \| \| 95,2 \| Bünde (Westf)⊙ \| Bünde (Westf)⊙ \| \| \| 90,3 \| Kirchlengern ⊙ \| Kirchlengern ⊙ \| \| \| \| Strecke nach Herford ⊙ \| \| \| \| \| B 239 \| \| \| \| \| Else \| \| \| \| \| A 30 \| \| \| \| \| ehem. Wallücker Willem (Schmalspur) ⊙ \| \| \| \| 87,8 \| Löhne (Westf) Gbf West ⊙ \| Löhne (Westf) Gbf West ⊙ \| \| \| \| Hauptstrecke von Hamm ⊙ \| \| \| \| 86,8 \| Löhne (Westf) Gbf ⊙ \| Löhne (Westf) Gbf ⊙ \| \| \| 85,3 \| Löhne (Westf) Pbf ⊙ \| Löhne (Westf) Pbf ⊙ \| \| \| \| Strecke nach Hameln \| \| \| \| \| Hauptstrecke nach Minden \| \| \| \| \| \| \| \| Quellen: [1][2] \| \| \| \| | |                                              |                                              |
| Strecke | | Strecke von Emden                            | Strecke von Emden                            |
| Abzweig geradeaus und von rechts | | Strecke von Almelo (NL)                      | Strecke von Almelo (NL)                      |
| Bahnhof | | Salzbergen                                   | Salzbergen                                   |
| Strecke von links · Kreuzung geradeaus unten | | Strecke von Spelle                           | Strecke von Spelle                           |
| Abzweig geradeaus und ehemals von rechts · Strecke | | ehem. Strecke von Ochtrup                    | ehem. Strecke von Ochtrup                    |
| Abzweig geradeaus und von links · Abzweig geradeaus und nach rechts | |                                              |                                              |
| Bahnhof · Bahnhof | 179,9 | Rheine ⊙                                     | Rheine ⊙                                     |
| Abzweig geradeaus und ehemals von links · Abzweig geradeaus und ehemals von rechts | | ehem. Verbindungskurve                       | ehem. Verbindungskurve                       |
| ehemaliger Dienststation / Betriebs- oder Güterbahnhof · Strecke | | Rheine Rbf                                   | Rheine Rbf                                   |
| Abzweig geradeaus und ehemals nach rechts · Strecke | | ehem. Strecke nach Dorsten                   | ehem. Strecke nach Dorsten                   |
| Strecke nach rechts · Strecke | | Strecke nach Münster                         | Strecke nach Münster                         |
| Brücke über Wasserlauf | 178,1 | Üst Soldatenbrücke (Ems)                     | Üst Soldatenbrücke (Ems)                     |
| ehemalige Blockstelle | 177,9 | Kümpers (Awanst)                             | Kümpers (Awanst)                             |
| ehemaliger Bahnhof | 173,0 | Rodde (PV bis Juni 1991)                     | Rodde (PV bis Juni 1991)                     |
| Brücke über Wasserlauf | | Dortmund-Ems-Kanal                           | Dortmund-Ems-Kanal                           |
| Strecke mit Straßenbrücke | | A 30                                         | A 30                                         |
| Haltepunkt / Haltestelle | 168,2 | Hörstel                                      | Hörstel                                      |
| Brücke über Wasserlauf | | Mittellandkanal                              | Mittellandkanal                              |
| Abzweig geradeaus und von links · Betriebs-/Güterbahnhof Streckenende und quer | | Hafen Uffeln                                 | Hafen Uffeln                                 |
| Bahnhof | 163,7 | Ibbenbüren-Esch ⊙                            | Ibbenbüren-Esch ⊙                            |
| Abzweig geradeaus und nach links · Betriebs-/Güterbahnhof Streckenende und quer | | Bergwerk Ibbenbüren                          | Bergwerk Ibbenbüren                          |
| Bahnhof | 158,6 | Ibbenbüren                                   | Ibbenbüren                                   |
| Abzweig geradeaus und nach rechts | | Strecke nach Gütersloh                       | Strecke nach Gütersloh                       |
| Haltepunkt / Haltestelle | 154,1 | Ibbenbüren-Laggenbeck                        | Ibbenbüren-Laggenbeck                        |
| Abzweig geradeaus und ehemals von rechts | | ehem. Perm-Bahn von Hasbergen                | ehem. Perm-Bahn von Hasbergen                |
| Dienststation / Betriebs- oder Güterbahnhof | 148,1 | Velpe (Westf)                                | Velpe (Westf)                                |
| Abzweig geradeaus und ehemals von rechts | | ehem. Industriestammgleis Velpe              | ehem. Industriestammgleis Velpe              |
| Dienststation / Betriebs- oder Güterbahnhof | 142,9 | Lotte (Kr Tecklenburg) ⊙                     | Lotte (Kr Tecklenburg) ⊙                     |
| Grenze | 142,8 | Landesgrenze NRW / Nds                       | Landesgrenze NRW / Nds                       |
| Brücke über Wasserlauf | | Düte                                         | Düte                                         |
| Strecke mit Straßenbrücke | | A 1, Dütebrücke                              | A 1, Dütebrücke                              |
| Strecke · Strecke von links | | Tecklenburger Nordbahn von Rheine            | Tecklenburger Nordbahn von Rheine            |
| Abzweig geradeaus und von links · Abzweig quer und nach rechts | | Strecke von Oldenburg                        | Strecke von Oldenburg                        |
| Dienststation / Betriebs- oder Güterbahnhof | 137,4 | Osnabrück-Eversburg (Keilbahnhof)            | Osnabrück-Eversburg (Keilbahnhof)            |
| Brücke über Wasserlauf | | Hase                                         | Hase                                         |
| Abzweig geradeaus und von links | | vom Hafen                                    | vom Hafen                                    |
| Brücke | | B 68                                         | B 68                                         |
| Haltepunkt / Haltestelle | 133,7 | Osnabrück Altstadt                           | Osnabrück Altstadt                           |
| ehemaliger Dienststation / Betriebs- oder Güterbahnhof | | Hannoverscher Bahnhof                        | Hannoverscher Bahnhof                        |
| Abzweig geradeaus und nach links · Strecke von rechts | | „Kluskurve“ nach Bremen                      | „Kluskurve“ nach Bremen                      |
| Abzweig quer, von links und von rechts · Turmbahnhof geradeaus unten · Abzweig quer, nach links und von rechts | 132,4 | Osnabrück Hbf ⊙ (Turmbahnhof)                | Osnabrück Hbf ⊙ (Turmbahnhof)                |
| Abzweig geradeaus und von links · Abzweig geradeaus und nach rechts · Strecke | | „Münsterkurve“ von Münster                   | „Münsterkurve“ von Münster                   |
| Dienststation / Betriebs- oder Güterbahnhof · Strecke · Strecke | | Osnabrück Rbf Fledder                        | Osnabrück Rbf Fledder                        |
| Strecke · Abzweig geradeaus, nach links und von links · Strecke nach rechts | | „Stahlwerkskurve“ bzw. „Schinkelkurve“       | „Stahlwerkskurve“ bzw. „Schinkelkurve“       |
| Strecke nach links · Abzweig geradeaus und von rechts | 129,3 | Lüstringen (Abzw)                            | Lüstringen (Abzw)                            |
| Strecke mit Straßenbrücke | | A 33                                         | A 33                                         |
| ehemaliger Bahnhof | 128,6 | Lüstringen (PV bis 1980)                     | Lüstringen (PV bis 1980)                     |
| Bahnhof | 122,4 | Wissingen                                    | Wissingen                                    |
| Haltepunkt / Haltestelle | 116,5 | Westerhausen (Melle)                         | Westerhausen (Melle)                         |
| Blockstelle | 113,4 | Melle-Euer Heide (Awanst)                    | Melle-Euer Heide (Awanst)                    |
| Bahnhof | 111,3 | Melle ⊙                                      | Melle ⊙                                      |
| Bahnhof | 104,0 | Bruchmühlen ⊙                                | Bruchmühlen ⊙                                |
| Grenze | 103,8 | Landesgrenze Nds / NRW ⊙                     | Landesgrenze Nds / NRW ⊙                     |
| ehemalige Blockstelle | 103,0 | Möller (Awanst)                              | Möller (Awanst)                              |
| Blockstelle | 98,5 | Stadt Bünde (Anst) ehem. Ahle (Kr Herford) ⊙ | Stadt Bünde (Anst) ehem. Ahle (Kr Herford) ⊙ |
| Abzweig geradeaus und von links | | Strecke von Bassum ⊙                         | Strecke von Bassum ⊙                         |
| Bahnhof | 95,2 | Bünde (Westf)⊙                               | Bünde (Westf)⊙                               |
| Bahnhof · Kopfbahnhof Streckenanfang (Strecke außer Betrieb) | 90,3 | Kirchlengern ⊙                               | Kirchlengern ⊙                               |
| Abzweig geradeaus und nach rechts · Strecke (außer Betrieb) | | Strecke nach Herford ⊙                       | Strecke nach Herford ⊙                       |
| Strecke mit Straßenbrücke · Strecke (außer Betrieb) | | B 239                                        | B 239                                        |
| Brücke über Wasserlauf · Strecke (außer Betrieb) | | Else                                         | Else                                         |
| Strecke mit Straßenbrücke · Strecke (außer Betrieb) | | A 30                                         | A 30                                         |
| Strecke von links · Abzweig geradeaus und nach rechts · Abzweig geradeaus, nach links und von links (Strecke außer Betrieb) | | ehem. Wallücker Willem (Schmalspur) ⊙        | ehem. Wallücker Willem (Schmalspur) ⊙        |
| Kreuzung geradeaus unten · Abzweig geradeaus und von rechts · Strecke (außer Betrieb) | 87,8 | Löhne (Westf) Gbf West ⊙                     | Löhne (Westf) Gbf West ⊙                     |
| Abzweig geradeaus und von rechts · Strecke · Strecke (außer Betrieb) | | Hauptstrecke von Hamm ⊙                      | Hauptstrecke von Hamm ⊙                      |
| Strecke · Dienststation / Betriebs- oder Güterbahnhof · Strecke (außer Betrieb) | 86,8 | Löhne (Westf) Gbf ⊙                          | Löhne (Westf) Gbf ⊙                          |
| Bahnhof · Dienststation / Betriebs- oder Güterbahnhof · Kopfbahnhof Streckenende (Strecke außer Betrieb) | 85,3 | Löhne (Westf) Pbf ⊙                          | Löhne (Westf) Pbf ⊙                          |
| Abzweig geradeaus und nach rechts · Strecke | | Strecke nach Hameln                          | Strecke nach Hameln                          |
| Strecke · Strecke | | Hauptstrecke nach Minden                     | Hauptstrecke nach Minden                     |
| | |                                              |                                              |
| Quellen: | |                                              |                                              |

Die Bahnstrecke Löhne–Rheine ist eine zweigleisige und durchgehend elektrifizierte Eisenbahnhauptstrecke von Löhne in Nordrhein-Westfalen über Osnabrück in Niedersachsen nach Rheine in Nordrhein-Westfalen. Sie verläuft parallel zum Wiehengebirge im Norden und dem Teutoburger Wald im Süden.

## Geschichte
Die Bahnstrecke Löhne–Rheine ist Teil der „Hannoverschen Westbahn“, die in den 1850er Jahren zur Erschließung der westlichen Teile des damaligen Königreichs Hannover von den Königlich Hannöverschen Staatseisenbahnen gebaut wurde. Da die Strecke an mehreren Stellen über preußisches Gebiet führte, wurde am 27. Januar 1852 ein Staatsvertrag zwischen beiden Ländern abgeschlossen. Als erster Abschnitt dieser Verbindung wurde auf der Emslandstrecke bereits am 24. November 1854 der Abschnitt von Emden nach Papenburg eröffnet, der jedoch noch keinen Anschluss an das bestehende Eisenbahnnetz besaß.

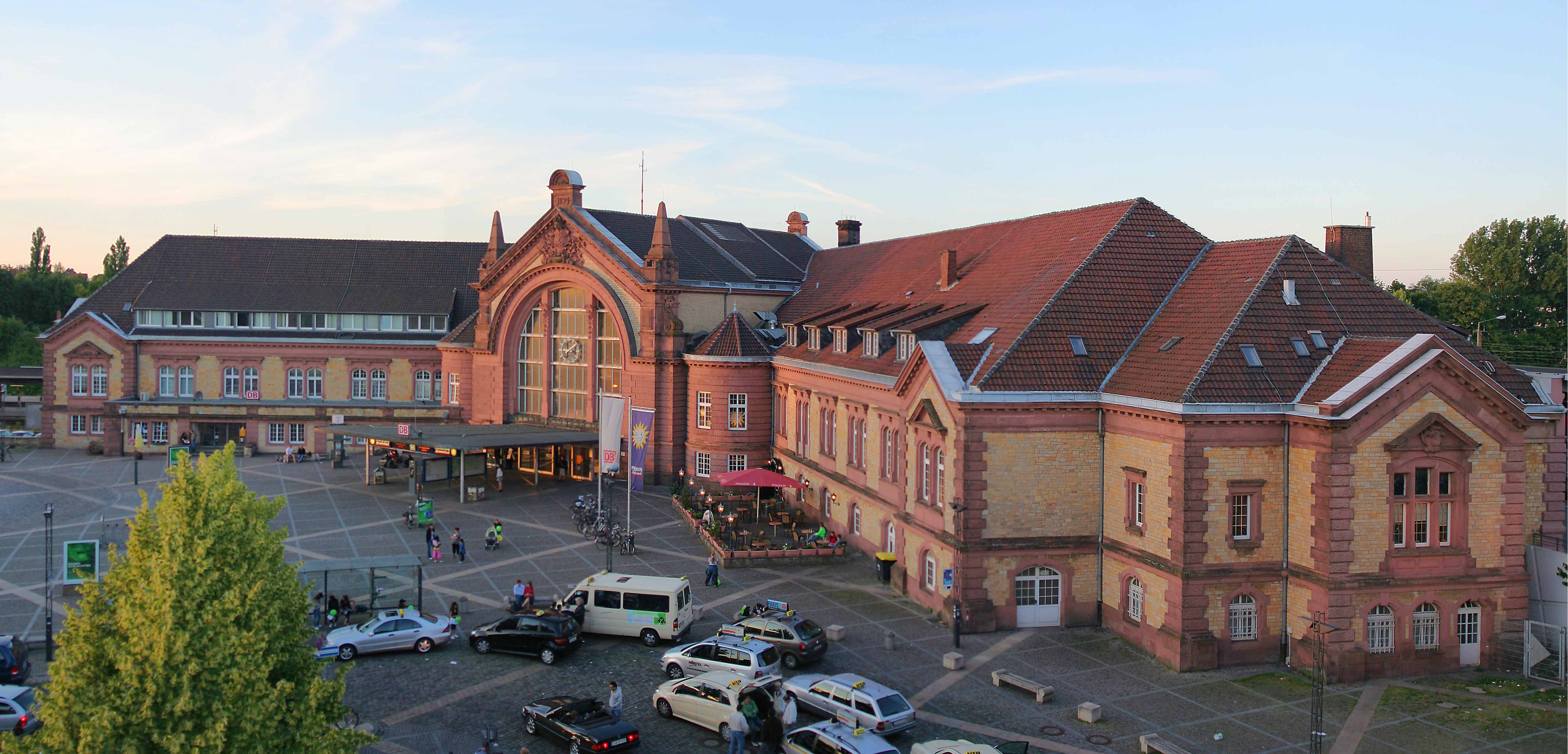
Empfangsgebäude des Osnabrücker Hauptbahnhofes

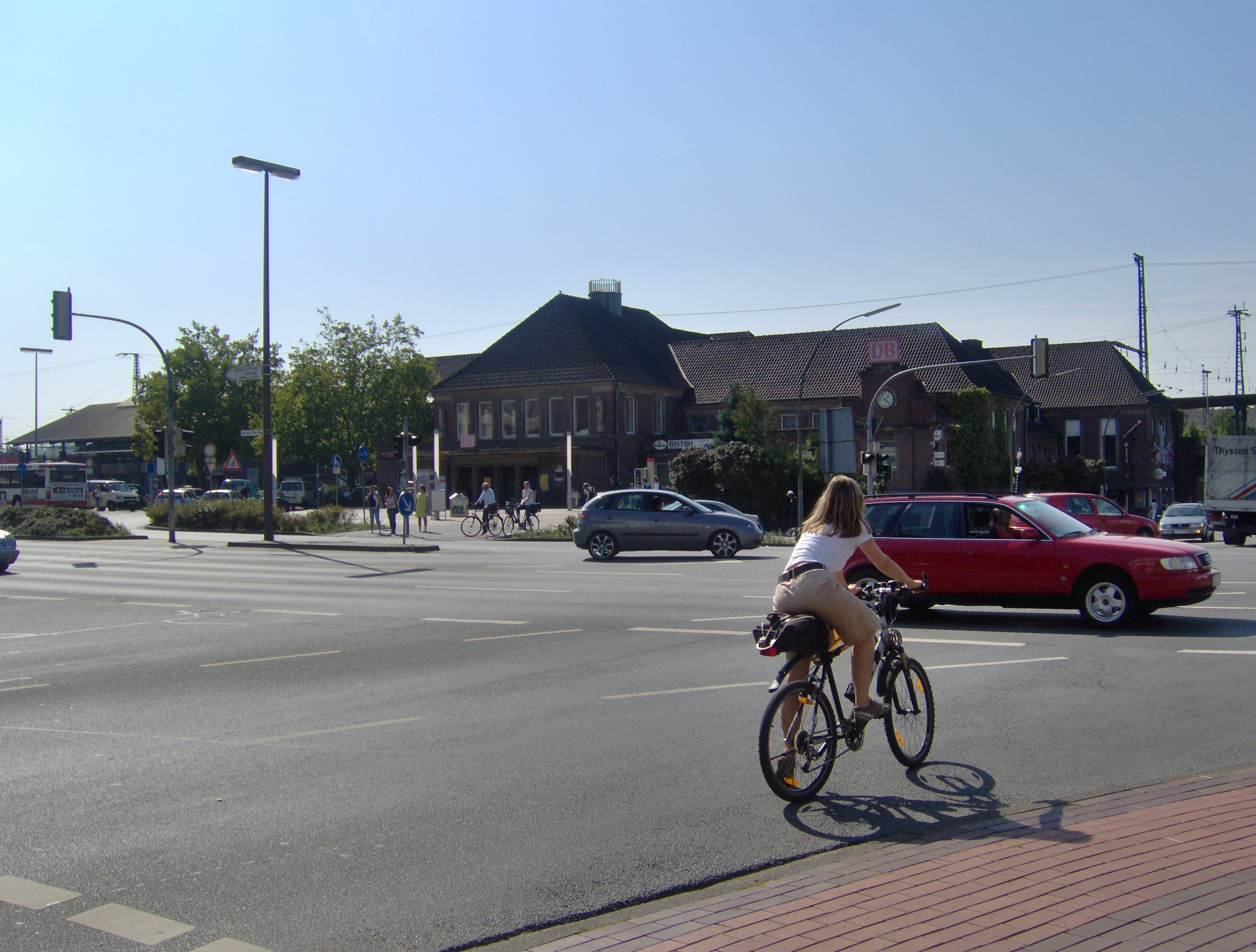
Empfangsgebäude des Bahnhofs Rheine

Um sich die nochmalige Überquerung des Wiehengebirges südlich von Minden zu sparen, wurde das südliche Teilstück der Westbahn nicht im Anschluss an die eigene Bahnstrecke Hannover–Minden begonnen, sondern in Löhne abzweigend von der Bahnstrecke Hamm–Minden der Köln-Mindener Eisenbahn-Gesellschaft. Den Bau auf preußischen Gebiet übernahm die Königlich-Westfälische Eisenbahn-Gesellschaft.
Am 21. November 1855 ging das Teilstück zwischen Löhne und Osnabrück für den Personenverkehr in Betrieb. Der ehemalige „Hannoversche Bahnhof“ in Osnabrück wurde nach dem Bau des Osnabrücker Hauptbahnhofes stillgelegt. Dieses wurde nötig, um einen Kreuzungsbahnhof mit der „Hamburg-Venloer Bahn“ der Köln-Mindener Eisenbahn-Gesellschaft herzustellen.
Nur ein halbes Jahr nach dem zweiten Teilstück wurde das nächste Teilstück über Rheine und Salzbergen nach Papenburg in Betrieb genommen und damit die bestehende Lücke geschlossen, sodass ab 23. Juni 1856 durchgehende Personenzüge zwischen Minden und Emden verkehrten.
Am 22. Mai 1891 starben beim Eisenbahnunfall von Kirchlengern vier Menschen, als der Sonderzug des Königlich Niederländischen Cirkus Oscar Carré im Bahnhof Kirchlengern mit einem Personenzug zusammenstieß.

### Verknüpfte Bahnstrecken

Altes Empfangsgebäude des Bahnhof Ibbenbüren

Die Bedeutung der Strecke und ihrer Bahnhöfe stieg mit der Anzahl der verknüpften Bahnstrecken, insbesondere der Bahnhof Rheine mit der Bahnstrecke Duisburg–Quakenbrück der Rheinischen Eisenbahn-Gesellschaft, der Bahnstrecke nach Münster der Königlich-Westfälischen Eisenbahn-Gesellschaft und der ehemaligen Bahnstrecke nach Ochtrup der Preußischen Staatseisenbahnen.
Im Keilbahnhof (Osnabrück-)Eversburg beginnt die Tecklenburger Nordbahn nach Altenrheine und die Oldenburger Südbahn nach Oldenburg Hauptbahnhof.
Darüber hinaus gibt es weitere Verknüpfungen wie die mit der Bahnstrecke Ibbenbüren–Hövelhof nach Gütersloh im Bahnhof Ibbenbüren, mit der Bahnstrecke Bünde–Bassum im Bahnhof Bünde (Westf) und mit der Bahnstrecke Herford–Kirchlengern in Kirchlengern.

### Ausbau zur Zweigleisigkeit und Elektrifizierung
Die Strecke wurde zwischen 1902 und 1916 nach und nach durchgehend zweigleisig ausgebaut.
Der Bahnübergang der Reichsstraße 65 in Lotte-Botterbusch wurde in den 1930er Jahren durch den stetig zunehmenden Verkehr eine immer größere Gefahrenstelle. Er lag in einer Kurve am Ende einer Gefällestrecke, was die Sicherheit des Bahnübergangs stark beeinträchtigte, weshalb 1934 mit dem Bau einer Straßenbrücke begonnen wurde. Trotz der Lage der Bahnstrecke in einem Einschnitt mussten zum Bau der Brücke 45.000 m³ Boden zu einem Damm aufgeschüttet werden. Die Brücke, welche 100 Meter nördlich des ehemaligen Bahnübergangs errichtet wurde, ist am 25. Mai 1936 eröffnet worden.
Am 29. September 1974 wurde zunächst der Abschnitt zwischen Osnabrück und Rheine mit Oberleitung versehen, am 30. Mai 1976 folgte dann die Elektrifizierung des Abschnitts zwischen Osnabrück und Löhne.
Ab 2016 wurde die marode Autobahnbrücke Dütebrücke der Bundesautobahn 1, welche westlich von Osnabrück die Bahnstrecke überquert, erneuert. Ebenfalls ersetzt werden müssen die beiden Stahlfachwerkbrücken der Bahnstrecke über den Dortmund-Ems-Kanal in Rheine-Rodde. Im Jahr 2020 wurden starke Bauwerksschäden an den denkmalgeschützten Brücken festgestellt, sodass nur ein kompletter Neubau wirtschaftlich darstellbar ist.

### Ausbauplanungen
Im September 2012 veröffentlichte die Bezirksregierung Münster eine Liste mit Schienenprojekten, die im Bundesverkehrswegeplan 2030 berücksichtigt werden sollten. Darunter befand sich auch der Ausbau der Bahnstrecke Löhne–Rheine (bis zur niederländischen Grenze bei Bad Bentheim). Konkret wurde eine Anhebung der Streckenhöchstgeschwindigkeit auf 200 km/h bzw. 230 km/h  „wünschenswert“ genannt. Zur Begründung wurde aufgeführt, die Strecke sei Bestandteil des europäischen Kernnetzes. Weiterhin ist von der niederländischen Regierung die Verbindung Amsterdam–Berlin („Berlin-Linie“) als künftige Hochgeschwindigkeitsstrecke ausgewiesen. In einem ersten Ausbauschritt plante das zuständige Ministerium alle Strecken, auf denen in den Niederlanden internationaler Verkehr abgewickelt wird, mit ERTMS auszustatten.
Im Mai 2014 wurde vom Bundesverkehrsministerium eine Liste aller Projektanmeldungen für den Bundesverkehrswegeplan 2030 veröffentlicht. Beim Vorhaben „ABS Amsterdam–Berlin“ wurde in der Maßnahmenbeschreibung eine „Ertüchtigung der West-Ost-Achse für den Hochgeschwindigkeitsverkehr“ gefordert. Bei der Erstveröffentlichung des Bundesverkehrswegeplans am 21. März 2016 wurde die Strecke zunächst nur in den potenziellen Bedarf eingestuft.
Nach einer erneuten Prüfung der Sachlage wurde jedoch schon kurze Zeit später der Ausbau der Strecke als vordringlicher Bedarf hochgestuft. Die Streckenhöchstgeschwindigkeit sollte von 140 km/h auf 200 km/h angehoben werden. Außerdem sollten mehrsystemfähige Loks verwendet werden, die einen Lokwechsel an der Grenze überflüssig machen. Hierzu müssen an der Strecke 80 Bahnübergänge ersetzt werden. Im November 2018 wurde jedoch bekannt, dass dem Ausbau nach erneuter Prüfung kein Bedarf eingeräumt wird. Im dritten Gutachterentwurf des Deutschlandtakts ist nunmehr eine Geschwindigkeitserhöhung zwischen Löhne und Osnabrück auf bis zu 160 km/h enthalten. Damit sollen im Fernverkehr drei Minuten Fahrzeit gewonnen werden. Dafür sind, zum Preisstand von 2015, Investitionen von 190 Millionen Euro vorgesehen.
Im Nahverkehrsplan des Zweckverband Nahverkehr Westfalen-Lippe (NWL) ist ein Untersuchungsauftrag für die Reaktivierung des Haltes Westerkappeln-Velpe enthalten. Wegen Fahrplan- und Infrastrukturzwängen ist die Einbindung des Haltes in die RB 61 derzeit nicht möglich.

## Zugangebot
Über die Strecke verkehrt eine zweistündige Intercity-Linie 77 von Berlin Ostbahnhof über Hannover, Minden und Rheine nach Amsterdam Centraal, wobei einzelne Züge ab Osnabrück nach Münster (Westfalen) Hauptbahnhof fahren.
Daneben werden mehrere Nahverkehrslinien angeboten:
- auf der gesamten Strecke die zweistündlich verkehrende Regional-Express-Linie RE 60 „Ems-Leine-Express“ (Rheine – Osnabrück – Löhne – Hannover – Braunschweig, betrieben durch Westfalenbahn). Eingesetzt werden sechsteilige Triebzüge vom Typ Stadler KISS.
- um etwa eine Stunde versetzt die zweistündlich verkehrende Linie RE 62 zwischen Löhne und Rheine (betrieben durch DB Regio). Eingesetzt werden vierteilige Triebzüge vom Typ Alstom Coradia Continental.
- fast auf der gesamten Strecke von Rheine nach Kirchlengern die stündlich verkehrende Linie der Regionalbahn RB 61 „Wiehengebirgs-Bahn“ (Zuglauf Hengelo – Bielefeld Hauptbahnhof, betrieben durch die eurobahn). Es kommen fünfteilige FLIRT-Triebzüge zum Einsatz.
- auf dem Teilstück Bünde–Kirchlengern die stündlich verkehrende Ravensberger Bahn (von Bielefeld Hauptbahnhof über Bahnhof Bünde nach Bahnhof Rahden), betrieben durch die Eurobahn,
- sowie auf dem kurzen Teilstück zwischen Osnabrück-Eversburg und Osnabrück Hauptbahnhof verkehren die Linien RE 18 und RB 58, beide betrieben durch die NordWestBahn.

### Nach dem Fahrplanwechsel Dezember 2017
In einer europaweiten Ausschreibung konnte sich die eurobahn den Betrieb der Linie RB 61 im Teutoburger Wald-Netz für 15 Jahre sichern. Das Unternehmen übernahm zum Fahrplanwechsel im Dezember 2017 den Betrieb von der Westfalenbahn. Mit der Betriebsaufnahme ist die Linie RB 61 über ihren bisherigen Endpunkt Bad Bentheim in die Niederlande nach Hengelo verlängert worden. Dazu beschaffte das Unternehmen neue fünfteilige Mehrsystem-Triebzüge vom Typ Stadler FLIRT.

### Nach dem Fahrplanwechsel Dezember 2023
Mit dem Fahrplanwechsel im Dezember 2023 wurde das Fernzugangebot zwischen dem Ruhrgebiet und Berlin deutlich verändert und ausgebaut, davon betroffen ist auch die IC-Linie Amsterdam–Berlin. Die Linie wurde Richtung Berlin um 15 Minuten beschleunigt und in ihrer Fahrplanlage verschoben. Die Züge werden seitdem von Lokomotiven der Baureihe 193 der NS gezogen, dadurch wird der Lokwechsel an der Grenze eingespart. Die Halte in Minden und Bad Oeynhausen entfielen, Bünde wird im Gegenzug seitdem immer bedient. Zwischen Löhne und Rheine  wurde eine neue RE-Linie eingeführt, die in Löhne Anschluss von den Zügen der Linie RE 70 aus Richtung Braunschweig hat und die Fahrten der Linie RE 60 nach Rheine zum Stundentakt ergänzt. Durch die neue Linie sollen Anschlüsse weiterhin gewährleistet werden, die durch die Verschiebung der Fernzuglinie verloren gingen. Ebenso verkehrt die Linie RB 77 aus Hildesheim ab Löhne nicht mehr weiter nach Bünde, sondern nach Herford.

### Güterverkehr
Der ehemals starke Güterverkehr für den Kohlentransport ist weitgehend zum Erliegen gekommen, nur noch in Esch sind Anlagen dafür vorhanden. Güterverkehr findet überwiegend als Durchgangsverkehr statt, wobei dieser auch eingeschränkt ist, seitdem 2023 wegen einer nicht mehr stark belastbaren Brücke zwischen Esch und Hörstel die Streckenklasse von D4 auf D2 herabgesetzt wurde.

## Tarif
Es können im Nahverkehr diese Tarife genutzt werden:
- ab Löhne über Osnabrück nach Rheine der „Westfalentarif“ sowie
- zwischen Melle-Bruchmühlen und Osnabrück Hauptbahnhof der DB-Nahverkehrstarif (Pauschalangebote des „NRW-Tarifs“ gelten auch).

Darüber hinaus kann der „NRW-Tarif“ genutzt werden. Das „Niedersachsen-Ticket“ ist auf der gesamten Strecke gültig.

## Unfälle
- am 22. Mai 1891 stieß im Bahnhof Kirchlengern ein planmäßig verkehrender Personenzug mit einem Zirkus-Sonderzug zusammen. Mehrere Menschen starben.→ Hauptartikel: Eisenbahnunfall von Kirchlengern
- Am 16. Mai 2015 stieß bei Ibbenbüren der Triebwagen ET 002  der Westfalenbahn mit einem auf einem Bahnübergang liegengebliebenen Gülleanhänger zusammen. Der Triebfahrzeugführer und ein Fahrgast des Zuges kamen dabei ums Leben, etwa 20 Personen wurden verletzt, sechs davon schwer.[16][17]